# Alien Legacy
Alien Legacy est un jeu vidéo de gestion développé par Ybarra Productions et publié sur PC par Sierra On-Line en 1994. Le joueur incarne un capitaine d’un vaisseau spatial, l’UNS Calypso, voyageant depuis la terre pour coloniser le système solaire Beta Caeli. Pour cela, le joueur doit construire des villes et des stations spatiales, le jeu intégrant des éléments de construction, de gestion et de combats.

## Trame
Alien Legacy se déroule dans un univers de science-fiction. Le joueur incarne le capitaine du vaisseau spatial - l'UNS Calypso - envoyé dans l'espace pour coloniser le système solaire Beta Caeli à plus de 55 années-lumière de la Terre. Son principal objectif est d'assurer la survie de l'humanité, la Terre étant sous la menace d'une race d'extraterrestre. Le joueur doit également retrouver un autre vaisseau spatial – l'UNS Tantalus – envoyé vers Beta Caeli après le Calypsos mais qui, grâces à des nouvelles technologies, a atteint sa destination 21 ans plus tôt.

## Système de jeu
Alien Legacy est un jeu de gestion  dans lequel le joueur doit développer des colonies spatiales. Le jeu comporte trois phases distinctes : la colonisation, la recherche technologique et l'exploration. Lors de la phase de colonisation, le joueur doit développer ses infrastructures et gérer les différentes ressources disponibles dans le jeu : l'énergie, les matières premières, les points d'installations, les hommes et les robots. La recherche technologique dépend des laboratoires construits lors de la phase de colonisation qui fournissent des points de développement dans différents domaines de recherche. Ces points permettent ensuite de développer de nouvelles inventions. Enfin, lors de la phase d'exploration, le joueur a la possibilité d'utiliser la flotte spatiale dont il dispose pour accomplir des missions et explorer de nouvelles planètes. Lors de cette phase, le joueur peut contrôler ses vaisseaux comme dans un jeu d'arcade et est amené à affronter des factions aliens,

## Accueil
| Alien Legacy          |      |       |
| Média                 | Nat. | Notes |
| AllGame               | US   | 3.5/5 |
| Computer Gaming World | US   | 3.5/5 |
| Gen4                  | FR   | 86 %  |
| Joystick              | FR   | 80 %  |